# سامي الشوم
سامي علي الشوم ( 22 يونيو 1982) هو مدرب كرة قدم لبناني ولاعب سابق وهو مساعد مدرب نادي الأنصار.
لعب في خط وسط دفاعي لفريق الأنصار اللبناني، وبقي في النادي الذي يتخذ من بيروت مقراً له لأكثر من 10 سنوات، وفاز بالعديد من الألقاب. لعب لفريق هومنتمن في دوري الدرجة الثانية لمدة عام واحد. ومثل لبنان دولياً في عام 2003.
بين عامي 2017 و2018، درب نادي الأنصار، وفاز بكأس الاتحاد اللبناني 2016–17، قبل أن يصبح مدربًا لفريق سبورتينغ في الدرجة الثالثة في عام 2018، مما قادهم إلى ترقيات متتالية إلى الدوري الممتاز. وعاد إلى الأنصار عام 2023 كمدرب مساعد.

## مهنة النادي
وقع الشوم مع فريق شباب الأنصار في 31 أكتوبر 1997. ظهر لأول مرة في الدوري اللبناني الممتاز خلال موسم 2002–03. وخلال فترة وجوده في الأنصار، فاز بلقبين للدوري (2005–06، 2006–07)، وبكأس الاتحاد اللبناني (2005–06، 2006–07، 2009–10، 2011–12)، وكأس السوبر اللبناني ( 2012). في عام 2015، لعب مع فريق هومنتمن في دوري الدرجة الثانية.

## مهنة دولية
في 23 أغسطس 2003، ظهر الشوم لأول مرة على المستوى الدولي مع منتخب لبنان، في مباراة ودية ضد سوريا؛ فاز فيها لبنان بنتيجة 1-0. لعب ما مجموعه أربع مباريات لمنتخب بلاده، كلها في عام 2003.

## مهنة إدارية

### الأنصار
في البداية كان مدربًا لشباب الأنصار منذ عام 2013، وأصبح مساعد مدرب زوران بيشيتش، مدرب فريق الأنصار الأول. أصبح مدربًا للأنصار في 5 فبراير 2017، وساعدهم في رفع كأس الاتحاد اللبناني 2016–17. في عام 2017، أصبح مساعدًا لمدرب الأنصار، قبل أن يستدعى كمدرب مؤقت في 27 نوفمبر 2017، خلال موسم 2017–18. في 16 يناير 2018، استقال من منصبه التدريبي.

### سبورتينغ
عُيّن مدربًا رئيسيًا لنادي سبورتينغ في دوري الدرجة الثالثة قبل موسم 2018-19. وساعدهم على الفوز بالدوري، وعادوا إلى دوري الدرجة الثانية بعد خمس سنوات. في الموسم التالي، 2020–21، قاد الفريق للفوز بدوري الدرجة الثانية، والتأهل إلى الدوري اللبناني الممتاز لأول مرة في تاريخه.

### العودة إلى الأنصار
وفي أغسطس 2023، عاد إلى الأنصار كمدرب مساعد.

## الحياة الشخصية
لدى الشم شقيقان أصغر منه، أحمد وقاسم، وهم لاعبا كرة القدم أيضًا.

## الإنجازات

### لاعب
الأنصار
- الدوري اللبناني الممتاز: 2005–06، 2006–07
- كأس الاتحاد اللبناني: 2005–06، 2006–07، 2009–10، 2011–12
- كأس السوبر اللبناني: 2012

### مدرب
الأنصار
- كأس الاتحاد اللبناني: 2016–17

سبورتينغ
- دوري الدرجة الثانية: 2020–21
- دوري الدرجة الثالثة: 2018–19

## روابط خارجية
- سامي الشوم على موقع أف آي لبنان (FA Lebanon)
- سامي الشوم  على سكروي